# Vittorio Amedeo Ranuzzi de' Bianchi
Pour les articles homonymes, voir Bianchi.
Vittorio Amedeo Ranuzzi de' Bianchi (né le 14 juillet 1857 à Bologne, en Émilie-Romagne, Italie, et mort le 16 février 1927 à Rome) est un cardinal italien du début du XXe siècle. 

## Biographie
Vittorio Amedeo Ranuzzi de' Bianchi étudie à Bologne. Après son ordination il fait du travail apostolique dans l'archidiocèse de Bologne et y est professeur et directeur spirituel au séminaire et chanoine à la cathédrale.
Il est élu évêque de Loreto et Recanati en 1903 et promu archevêque titulaire de Tyr en 1911. Ranuzzi est nommé maître de la Chambre apostolique en 1911 et "majordome" du Saint-Père en 1914.
Le pape Benoît XV le crée cardinal lors du consistoire du 4 décembre 1916.
Le cardinal Ranuzzi participe au conclave de 1922, lors duquel Pie XI est élu. Il meurt le 16 février 1927 à l'âge de 69 ans.

## Succession apostolique
Vittorio Amedeo Ranuzzi de' Bianchi a ordonné les évêques suivants :
- Archevêque Emidio Trenta (1911)
- Cardinal Enrico Gasparri (1915)
- Archevêque Francesco Cherubini (de) (1915)
- Archevêque Tito Trocchi (it) (1915)
- Évêque Próspero Maria Gustavo Bernardi, O.S.M. (1920)
- Évêque Giovanni Pranzini (it) (1921)